# Crotaphytidae
Crotaphytidae este o familie de șopârle.